# Maurice Schreurs
Maurice Schreurs (* 6. September 1988 in Heerlen) ist ein niederländischer Straßenradrennfahrer.
Maurice Schreurs gewann 2006 in Montemurlo das zweite Teilstück der zweiten Etappe bei der Junioren-Austragung des Giro di Toscana und konnte so auch die Gesamtwertung für sich entscheiden. Im nächsten Jahr fuhr er für das belgische Continental Team Davo. Hier belegte er unter anderem den zweiten Platz bei dem niederländischen Eintagesrennen Hel van Voerendaal.

## Teams
- 2007 Davo